# حسين فراخي (الهايي)
حسين فراخي (بالفارسية: حسین فرخی) هي قرية وتقع في إيران في قسم الهايي الريفي. يقدر عدد سكانها بـ 244 نسمة بحسب إحصاء 2016.